# パブリュック・イゴール

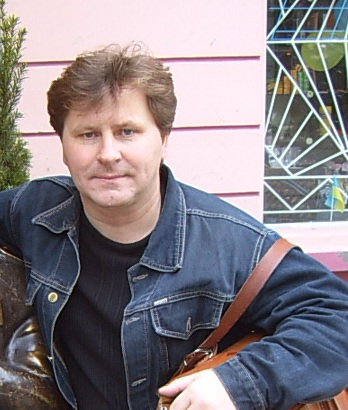
詩人、エッセイスト

パブリュック・イゴール （ラテン文字表記の例 : Ihor Pavlyuk、ウクライナ語：І́гор Зино́війович Павлю́к、 1967年1月1日 - ）は、ウクライナの作家、研究家。社会的コミュニケーションの博士。ニコライ・ゴーゴリの国際文学賞「トリウムフ」を受賞。受賞者の英語国際ペンクラブ,2021年スイス文学賞を受賞.  

## 人物・来歴
パブリュック・イゴールは、1967 年 1 月 1 日に ヴォルィーニ 地方で生まれました。彼の母親は、彼を産んでから 10 日後に亡くなりました。 彼は母方の祖父と祖母によって育てられました。どちらも ヘルム 地域 (現在の ポーランド) からの出稼ぎ農民 (ヴィスワ作戦) でした。
ヴォルィーニ出身のイホル・パブリュクの父方の家族は、民族解放闘争に参加したことで抑圧され、1947年にケメロヴォ州の特別入植地に送られ、1991年に再建された。
彼は サンクトペテルブルク 軍事工学技術大学で学びましたが、作家としてのキャリアを追求するために退学しました。 その結果、彼はタイガ (ザバイカル) での重労働を宣告されたが、Ukrainian の故郷への懐かしさに駆り立てられて、できる限りのことを書き続けた。 、ソビエト連邦が崩壊したときに彼が解放されるまで。
1999-2000年に研究家・詩人としてアメリカ合衆国を訪問。
エストニア、グルジア、ロシア、ベラルーシ、ポーランド、トルコ、アイルランドの国際文学祭に参加したことがあり、ヴォルィーニの人々に関する国際刊行に関わり、ウクライナの作家と詩人会の会員である。ロシア語からの翻訳を行う。
彼の詩が歌になった。
パブリュック・イゴールの或る作品はロシア語、ベラルーシ語、ポーランド語、英語、ラトビア語、日本語、その他の外国語に翻訳されている。«European writer Introduction»と言う本で紹介されている。

## 出版物

### 詩
- 「違う場所の風」／『Нетутешній вітер』、1993
- 「昼間の月の声」／『Голос денного Місяця』、1994
- 「ガラスの居酒屋」／『Скляна корчма』、1995
- 「永久アレルギー」／『Алергія на вічність』、1999
- 「災害」／『Стихія 』、2002
- 「男性の占い」／『Чоловіче ворожіння』、2002
- 「天使（または）英語?」(The angel (or) English language?) 、（パブリュック・イゴールの英語の詩）、2004
- 「叙情詩」CD、2004
- 「マグマ」／『Магма』、2005
- 「反乱」／『Бунт』、2006
- 「煙の中のウクライナ」／『Україна в диму』、2009
- 「ストラトスフィア」／『 Стратосфера 』、2010
- 「クモの糸つかみ」(Catching Gossamers)／『 Ловлячи осінні павутинки』、2011
- 「黒海上空の飛行」(A Flight over the Black Sea)／『Політ над Чорним морем』[4]、2019、 978-1-970160-60-4
- 「アルタニア」(Arthania: Selected poems)／『Артанія』[5], [6]、2020、978-1-6470-2306-5

### 散文
- 「詩人の部族の木の略歴」 ／『Біографія дерева племені поетів』、2003
- 「禁じられた花」／『Заборонений цвіт』、2007

### モノグラフ
- 「芸術家・政府・報道。歴史・語学分析」／『Митець - Влада - Преса：історико-типологічний аналіз』、1997
- 「ウソの診察と予知：疑似コミュニケーション理論への補説」／『 Діагностика і прогностика брехні：екскурси в теорію комунікації』、2003